# Größere Langflügelfledermaus
Die Größere Langflügelfledermaus oder Kronen-Langflügelfledermaus (Miniopterus inflatus) ist ein in Afrika verbreitetes Fledertier in der Gattung der Langflügelfledermäuse. Zeitweilig wurde die Ostafrikanische Langflügelfledermaus (Miniopterus africanus) als Synonym dieser Art geführt.

## Merkmale
Erwachsene Exemplare erreichen eine Kopf-Rumpf-Länge von 57 bis 63 mm, eine Schwanzlänge von 48 bis 57 mm sowie ein Gewicht von 10 bis 16 g. Die Art hat 45,5 bis 49 mm lange Unterarme, Hinterfüße von 7 bis 11 mm Länge und 9 bis 13,5 mm lange Ohren. Das seidenweiche lange Fell kann oberseits schwarzbraun, rotbraun oder graubraun gefärbt sein. Auf der Unterseite ist leicht helleres Haar vorhanden. Die einzelnen Haare besitzen meist eine hellere Spitze. Die Größere Langflügelfledermaus hat schwarzbraune Flughäute, wobei die Oberseite der Schwanzflughaut teilweise behaart ist. Der Tragus ist im Verhältnis zu den recht kurzen Ohren lang.

## Verbreitung
Diese Fledermaus hat mehrere disjunkte Populationen in Afrika südlich der Sahara von Guinea und Liberia bis Äthiopien und südlich bis Namibia und Simbabwe. Die genauen Grenzen des Verbreitungsgebiets sind unbekannt, da früher oft Verwechslungen mit der gewöhnliche Langflügelfledermaus (Miniopterus schreibersi) stattfanden. Die Art lebt im Flachland sowie in Gebirgen bis 2200 Meter Höhe und hält sich meist in feuchten Wäldern auf. Sie kann sich an trockene Savannen mit Akazien anpassen.

## Lebensweise
Die Größere Langflügelfledermaus nutzt mehrere Höhlen in ihrem Revier als Versteck. Auch verlassene Bergwerke und Felsspalten dienen als Unterschlupf. Außerhalb der Paarungszeit sind die Kolonien gemischt mit etwa 50 Mitgliedern. Zur Aufzucht der Nachkommen bilden Weibchen eigene Kolonien, die bis zu 40.000 Exemplare enthalten können. Die Aktivität dieser Fledermaus beginnt etwa 15 Minuten, bevor sie ihr Versteck verlässt. Sie starten ihre Ausflüge nach Eintreten der Dunkelheit. Die Rückkehr folgt je nach Größe der Kolonie zwischen 2:30 Uhr und 4 Uhr morgens. Unabhängig von der Umgebung herrscht in den Höhlen eine Luftfeuchtigkeit von 75 bis 100 Prozent.
Vermutlich jagt die Art wie andere Langflügelfledermäuse Insekten ohne harte Schale. Die Rufe zur Echoortung sind 2 bis 3 Millisekunden lang und erreichen ihre stärkste Intensität bei durchschnittlich 44,7 kHz. Bei Weibchen kommt pro Jahr ein Wurf vor mit einem Neugeborenen vor. Sie sind etwa sechs Monate trächtig.

## Gefährdung
Störende Besucher in den Höhlen können diese Fledermaus beeinträchtigen. In geeigneten Habitaten kann die Größere Langflügelfledermaus häufig auftreten. Die IUCN listet sie als nicht gefährdet (least concern).